# Temporada da Ligat HaAl de 2017–18
A Temporada da Ligat HaAl de 2017–18 (em hebraico:  ליגת העל‎), também conhecida como Israeli Basketball Super League foi a 64.ª edição da competição de primária do basquetebol masculino do Estado de Israel segundo sua piramide estrutural. É organizada pela Israeli Basketball Super League Administration Ltd (BSL) sob as normas da FIBA.

## Clubes Participantes
| Time                               | Cidade                  |
| ---------------------------------- | ----------------------- |
| Eshet Tours Bnei Hasharon Herzliya | Herzliya                |
| Hapoel Fattal Eilat                | Eilat                   |
| Hapoel Gilboa Galil                | Gilboa Regional Council |
| Hapoel Unet Holon                  | Holon                   |
| Hapoel Migdal Jerusalem            | Jerusalém               |
| Hapoel SP Tel Aviv                 | Telavive                |
| Ironi Nahariya                     | Nahariya                |
| Ironi Nes Ziona                    | Ness Ziona              |
| Maccabi SCE Ashdod                 | Asdode                  |
| Maccabi Hunter Haifa               | Haifa                   |
| Maccabi Rishon LeZion              | Rishon LeZion           |
| Maccabi FOX Tel Aviv               | Telavive                |

## Formato
A competição é disputada por 32 equipes divididas em dois torneios distintos de temporada regular, Leste e Oeste, onde as equipes se enfrentam com jogos sendo mandante e visitante, determinando ao término desta as colocações do primeiro ao último colocados. Prevê-se a promoção à Serie A ao vencedor dos playoffs.

## Temporada Regular

### Tabela de Classificação
| Pos. | Clube                              | Pts. | J  | V  | D  | PF    | PC   | Dif. | Classificação            |
| ---- | ---------------------------------- | ---- | -- | -- | -- | ----- | ---- | ---- | ------------------------ |
| 1    | Maccabi FOX Tel Aviv               | 56   | 33 | 23 | 10 | 2.816 | 2620 | 196  | Playoffs                 |
| 2    | Hapoel Unet Holon                  | 55   | 33 | 22 | 11 | 2.895 | 2792 | 103  | Playoffs                 |
| 3    | Hapoel Migdal Jerusalem            | 54   | 33 | 21 | 12 | 2.738 | 2614 | 124  | Playoffs                 |
| 4    | Maccabi SCE Ashdod                 | 53   | 33 | 20 | 13 | 2.722 | 2605 | 117  | Playoffs                 |
| 5    | Hapoel SP Tel Aviv                 | 52   | 33 | 19 | 14 | 2.756 | 2717 | 39   | Playoffs                 |
| 6    | Hapoel Gilboa Galil                | 50   | 33 | 17 | 16 | 2.749 | 2792 | -43  | Playoffs                 |
| 7    | Hapoel Fattal Eilat                | 49   | 33 | 16 | 17 | 2.559 | 2613 | -54  | Playoffs                 |
| 8    | Ironi Nes Ziona                    | 46   | 33 | 13 | 20 | 2.704 | 2788 | -84  | Playoffs                 |
| 9    | Ironi Nahariya                     | 46   | 33 | 13 | 20 | 2.689 | 2760 | -71  |                          |
| 10   | Eshet Tours Bnei Hasharon Herzliya | 45   | 33 | 12 | 21 | 2.612 | 2775 | -163 |                          |
| 11   | Maccabi Rishon LeZion              | 44   | 33 | 11 | 22 | 2.757 | 2792 | -35  |                          |
| 12   | Maccabi Hunter Haifa               | 44   | 33 | 11 | 22 | 2.560 | 2689 | -129 | Rebaixado à Ligat Leumit |

|  |                                            |
|  | Classificados aos playoffs                 |
|  | Rebaixados diretamente para a Ligat Leumit |

## Tabela

### Rodadas 1 a 22
| Casa\Visitante         | HER   | EIL   | GIL    | HOL     | JER    | HTA    | NAH   | NES   | ASH    | HAI   | LEZ    | MTA   |
| ---------------------- | ----- | ----- | ------ | ------- | ------ | ------ | ----- | ----- | ------ | ----- | ------ | ----- |
| Bnei Hasharon Herzliya |       | 71-84 | 74-99  | 85-90   | 78-90  | 64-88  | 72-69 | 72-58 | 78-82  | 79-75 | 80-93  | 86-90 |
| Hapoel Fattal Eilat    | 69-70 |       | 83-80  | 94-79   | 67-82  | 74-86  | 72-86 | 86-75 | 86-76  | 81-86 | 79-75  | 68-82 |
| Hapoel Gilboa Galil    | 83-94 | 82-88 |        | 92-101  | 72-71  | 86-85  | 92-73 | 77-91 | 84-77  | 73-66 | 90-76  | 72-74 |
| Hapoel Unet Holon      | 91-77 | 82-89 | 88-81  |         | 86-88  | 85-79  | 98-90 | 92-86 | 105-88 | 81-74 | 104-74 | 86-81 |
| Hapoel Jerusalem       | 66-78 | 84-72 | 92-84  | 88-86   |        | 85-89  | 92-78 | 74-59 | 74-86  | 84-79 | 90-85  | 71-88 |
| Hapoel SP Tel Aviv     | 90-98 | 82-76 | 86-88  | 81-78   | 84-100 |        | 91-80 | 86-81 | 69-76  | 74-95 | 95-86  | 85-80 |
| Ironi Nahariya         | 95-82 | 88-61 | 101-97 | 81-99   | 68-76  | 102-87 |       | 88-96 | 81-76  | 83-73 | 79-89  | 90-98 |
| Ironi Nes Ziona        | 82-86 | 69-85 | 79-71  | 87-92   | 88-79  | 83-82  | 72-69 |       | 81-84  | 74-71 | 71-85  | 68-98 |
| Maccabi SCE Ashdod     | 95-87 | 75-63 | 81-64  | 106-109 | 74-65  | 82-80  | 83-62 | 77-87 |        | 90-61 | 106-82 | 80-90 |
| Maccabi Hunter Haifa   | 86-72 | 80-90 | 98-95  | 69-75   | 82-94  | 82-77  | 84-73 | 89-85 | 74-87  |       | 73-96  | 75-85 |
| Maccabi Rishon LeZion  | 97-91 | 85-91 | 83-88  | 97-102  | 78-92  | 87-90  | 92-88 | 84-69 | 94-68  | 87-73 |        | 86-90 |
| Maccabi FOX Tel Aviv   | 80-61 | 82-63 | 91-94  | 89-93   | 77-74  | 73-77  | 95-86 | 76-85 | 92-86  | 83-62 | 85-74  |       |

### Rodadas 23 a 33
| Casa\Visitante          | HER    | EIL   | GIL     | HOL     | JER     | HTA   | NAH   | NES   | ASH     | HAI     | LEZ    | MTA     |
| ----------------------- | ------ | ----- | ------- | ------- | ------- | ----- | ----- | ----- | ------- | ------- | ------ | ------- |
| Bnei Hasharon Herzliya  |        | 78-73 |         |         |         |       |       |       | 72-74   | 78 - 64 | 69-100 | 85-97   |
| Hapoel Fattal Eilat     |        |       | 69-77   |         |         |       | 83-73 | 90-81 | 82 - 76 | 77-75   |        | 74-69   |
| Hapoel Gilboa Galil     | 78-86  |       |         |         |         |       |       | 97-95 |         | 84-105  | 78-76  |         |
| Hapoel Unet Holon       |        | 81-75 | 89-94   |         |         |       |       |       | 76-89   |         | 82-80  |         |
| Hapoel Migdal Jerusalem | 78-86  | 92-73 | 86-90   | 82-75   |         |       |       |       | 85-65   |         | 81-75  |         |
| Hapoel SP Tel Aviv      | 91-78  | 81-76 | 86 - 78 | 89-65   | 86-81   |       |       |       |         |         | 82-79  |         |
| Ironi Nahariya          | 83-82  |       |         | 75-86   | 97 - 90 | 89-82 |       |       |         |         | 87-72  |         |
| Ironi Nes Ziona         | 104-93 |       |         | 92 - 98 | 80-99   | 92-75 | 70-71 |       |         |         |        |         |
| Maccabi SCE Ashdod      |        |       | 92-67   |         |         | 71-72 | 76-77 | 97-79 |         | 85-74   |        | 86-79   |
| Maccabi Hunter Haifa    |        |       |         | 84-78   |         | 77-87 | 67-63 | 76-89 |         |         |        |         |
| Maccabi Rishon LeZion   |        | 73-66 |         |         |         |       |       | 86-90 | 74-76   | 79-92   |        | 73 - 84 |
| Maccabi FOX Tel Aviv    |        |       | 79-81   |         | 81-82   | 90-82 | 94-87 | 98-95 |         | 80-71   |        |         |

## Playoffs

### Confrontos
|  | Quartas-de-final | Quartas-de-final        | Quartas-de-final        |                   |                      | Semifinais | Semifinais | Semifinais |  |  | Final | Final                | Final |
|  |                  |                         |                         |                   |                      |            |            |            |  |  |       |                      |       |
|  |                  | Maccabi FOX Tel Aviv    | 3                       |                   |                      |            |            |            |  |  |       |                      |       |
|  |                  | Ironi Nes Ziona         | 1                       |                   |                      |            |            |            |  |  |       |                      |       |
|  |                  | Ironi Nes Ziona         | 1                       |                   | Maccabi FOX Tel Aviv | 98         |            |            |  |  |       |                      |       |
|  |                  |                         |                         |                   | Maccabi FOX Tel Aviv | 98         |            |            |  |  |       |                      |       |
|  |                  |                         | Hapoel SP Tel Aviv      | 74                |                      |            |            |            |  |  |       |                      |       |
|  |                  | Maccabi SCE Ashdod      | Hapoel SP Tel Aviv      | 74                | 1                    |            |            |            |  |  |       |                      |       |
|  |                  | Maccabi SCE Ashdod      |                         |                   | 1                    |            |            |            |  |  |       |                      |       |
|  |                  | Hapoel SP Tel Aviv      | 3                       |                   |                      |            |            |            |  |  |       |                      |       |
|  |                  |                         |                         |                   |                      |            |            |            |  |  |       | Maccabi FOX Tel Aviv | 95    |
|  |                  |                         |                         | Hapoel Unet Holon | 75                   |            |            |            |  |  |       |                      |       |
|  |                  | Hapoel Unet Holon       | 3                       |                   |                      |            |            |            |  |  |       |                      |       |
|  |                  | Hapoel Fattal Eilat     | 2                       |                   |                      |            |            |            |  |  |       |                      |       |
|  |                  | Hapoel Fattal Eilat     | 2                       |                   | Hapoel Unet Holon    | 80         |            |            |  |  |       |                      |       |
|  |                  |                         |                         |                   | Hapoel Unet Holon    | 80         |            |            |  |  |       |                      |       |
|  |                  |                         | Hapoel Migdal Jerusalem | 76                |                      |            |            |            |  |  |       |                      |       |
|  |                  | Hapoel Migdal Jerusalem | Hapoel Migdal Jerusalem | 76                | 3                    |            |            |            |  |  |       |                      |       |
|  |                  | Hapoel Migdal Jerusalem |                         |                   | 3                    |            |            |            |  |  |       |                      |       |
|  |                  | Hapoel Gilboa Galil     | 1                       |                   |                      |            |            |            |  |  |       |                      |       |

#### Quartas de final
| Time 1                  | Série | Time 2              | 1º Jogo | 2º Jogo | 3º Jogo | 4º Jogo | 5º Jogo |
| ----------------------- | ----- | ------------------- | ------- | ------- | ------- | ------- | ------- |
| Maccabi FOX Tel Aviv    | 3 - 1 | Ironi Nes Ziona     | 94-62   | 94-95   | 102-93  | 96-79   |         |
| Maccabi SCE Ashdod      | 1 - 3 | Hapoel SP Tel Aviv  | 91-85   | 77-98   | 78-99   | 74-79   |         |
| Hapoel Unet Holon       | 3 - 2 | Hapoel Fattal Eilat | 89-83   | 86-100  | 87-81   | 70-87   | 82-71   |
| Hapoel Migdal Jerusalem | 3 - 1 | Hapoel Gilboa Galil | 78-85   | 93-85   | 107-105 | 99-74   |         |

#### Semifinal
| Time 1               | Placar  | Time 2                  |
| -------------------- | ------- | ----------------------- |
| Maccabi FOX Tel Aviv | 98-74   | Hapoel SP Tel Aviv      |
| Hapoel Unet Holon    | 80 - 76 | Hapoel Migdal Jerusalem |

#### Final
| Time 1               | Placar  | Time 2            |
| -------------------- | ------- | ----------------- |
| Maccabi FOX Tel Aviv | 95 - 75 | Hapoel Unet Holon |

## Artigos relacionados
- Ligat HaAl
- EuroLiga
- EuroCopa
- Seleção Israelense de Basquetebol